# Ernie Sigley
Ernest William Sigley (Footscray, 2 de septiembre de 1938 – 15 de agosto de 2021) fue un cantante y presentador australiano, ganador del Premio Gold Logie en 1975. Reconocido como un pionero de la televisión australiana, logró notoriedad especialmente con su programa The Ernie Sigley Show, además de grabar algunos álbumes de estudio como cantante solista.
Falleció el 15 de agosto de 2021 a los ochenta y dos años.

## Discografía

### Álbumes de estudio
| Título              | Detalles                                                                                  | Posición máxima en listas |
| Título              | Detalles                                                                                  | AUS                       |
| ------------------- | ----------------------------------------------------------------------------------------- | ------------------------- |
| Ernie               | - Lanzamiento: 1969 - Formato: LP - Discográfica: RCA Camden (CAMS-147)                   | -                         |
| Ernie Sigley        | - Lanzamiento: noviembre de 1971 - Formato: LP - Discográfica: RCA (SL101964)             | 30                        |
| ...And Here's Ernie | - Lanzamiento: diciembre de 1974 - Formato: LP - Discográfica: Festival Records (L 35383) | 44                        |